# Likwidacja
Likwidacja – postępowanie prowadzone w spółkach osobowych i kapitałowych mające na celu spieniężenie majątku oraz zakończenie bieżących spraw spółki. W przypadku spółek kapitałowych przeprowadzenie likwidacji jest warunkiem koniecznym do rozwiązania spółki i wykreślenia jej z rejestru. Sposób prowadzenia likwidacji regulują odpowiednie przepisy ustawy z dnia 15 września 2000 r. – Kodeks spółek handlowych (Dz.U. z 2022 r. poz. 1467). Likwidację prowadzi się pod firmą spółki z dodaniem oznaczenia „w likwidacji”. W czasie prowadzenia likwidacji spółka zachowuje osobowość prawną. Rozwiązanie spółki prowadzi do zakończenia jej bytu prawnego i likwidacji interesów.

## Spółki osobowe
W przypadku spółek osobowych postępowanie likwidacyjne przed wykreśleniem z rejestru nie jest obligatoryjne. Wyjątkiem jest spółka komandytowo-akcyjna, do której stosuje się odpowiednio przepisy dotyczące likwidacji spółki akcyjnej.

### Spółka jawna
Rozwiązanie spółki jawnej następuje z chwilą wykreślenia jej z rejestru sądowego. Przed wykreśleniem spółki z rejestru może zostać przeprowadzona likwidacja spółki, która ma na celu spieniężenie majątku oraz zakończenia jej bieżących spraw. Sposób przeprowadzenia likwidacji spółki jawnej regulują art. 67-85 ksh.
Otwarcie likwidacji następuje w chwili pojawienia się przyczyn rozwiązania spółki. Przyczynami rozwiązania spółki będą:
- przyczyny przewidziane w umowie spółki (np. upływ czasu, na jaki spółkę utworzono, osiągnięcie zamierzonego celu gospodarczego, wystąpienie dużych strat spółki, cofnięcie spółce koncesji na prowadzoną działalność itp.)
- jednomyślna uchwała wszystkich wspólników,
- ogłoszenie upadłości spółki,
- śmierć wspólnika lub ogłoszenie jego upadłości,
- wypowiedzenie umowy spółki przez wspólnika lub wierzyciela wspólnika,
- prawomocne orzeczenie sądu o rozwiązaniu spółki.

Osoby, które mają być likwidatorami w spółce zobowiązane są zgłosić do sądu rejestrowego fakt otwarcia likwidacji, nazwiska i imiona likwidatorów oraz ich adresy, sposób reprezentowania spółki przez likwidatorów. Każdy likwidator ma prawo i obowiązek dokonania zgłoszenia. Likwidatorami mogą być wszyscy wspólnicy lub niektórzy spośród nich, jak również osoby trzecie. Wewnątrz spółki likwidatorzy są obowiązani stosować się do uchwał wspólników. Na wniosek osób mających interes prawny sąd może, z ważnych powodów, odwołać likwidatorów i ustanowić innych. Likwidator może być odwołany również w drodze jednomyślnej uchwały wspólników
Likwidatorzy sporządzają bilans otwarcia likwidacji, który ma na celu dokonanie podziału rzeczywistego majątku spółki pomiędzy wierzycieli, a po ich spłaceniu, pomiędzy wspólników. Jeśli postępowanie likwidacyjne trwa dłużej niż jeden rok, likwidatorzy zobowiązani są sporządzać sprawozdania finansowe na dzień kończący każdy rok obrotowy. Likwidację spółki prowadzi się pod firmą spółki z dodaniem oznaczenia „w likwidacji”.
Celem likwidacji spółki jest przede wszystkim spieniężenie jej majątku oraz zakończenia jej bieżących spraw. Likwidatorzy w ramach czynności likwidacyjnych zobowiązani są: zakończyć interesy bieżące spółki, ściągnąć wierzytelności spółki, wypełnić zobowiązania i upłynnić majątek spółki. Likwidatorzy mogą podejmować nowe interesy tylko wówczas, gdy to jest potrzebne do ukończenia spraw poprzednich.
Suma pieniężna uzyskana przez likwidatorów w wyniku likwidacji majątku spółki zostaje w pierwszej kolejności przeznaczona na pokrycie zobowiązań spółki. Pozostały majątek dzieli się między wspólników stosownie do postanowień umowy spółki. W przypadku braku stosownych postanowień umowy zwraca się wspólnikom w gotówce ich udziały kapitałowe. Jeżeli pozostaje nadwyżka, wówczas dzieli się ją między wspólników w takim stosunku, w jakim uczestniczą oni w zysku. Rzeczy wniesione przez wspólnika do spółki tylko do używania zwraca się wspólnikowi w naturze. Jeżeli majątek spółki nie wystarcza na spłatę udziałów wspólników i długów spółki, wówczas niedobór dzieli się między wspólników stosownie do postanowień umowy. W razie braku takich postanowień niedobór dzieli się w stosunku, w jakim wspólnicy uczestniczą w stratach spółki. W przypadku niewypłacalności jednego ze wspólników, przypadającą na niego część niedoboru dzieli się między pozostałych wspólników w takim samym stosunku.
Zakończenie likwidacji likwidatorzy zgłaszają do rejestru, składany jest również wniosek o wykreślenie spółki z rejestru. Rozwiązanie spółki następuje z chwilą wykreślenia jej z rejestru. Księgi i dokumenty rozwiązanej spółki należy oddać na przechowanie wspólnikowi lub osobie trzeciej na okres nie krótszy niż pięć lat. W przypadku braku zgody wspólnika lub osoby trzeciej, przechowawcę wyznacza sąd rejestrowy.
Oprócz obowiązku ogłoszenia sprawozdania likwidacyjnego w siedzibie spółki, ustawodawca nakłada na spółkę jawną także obowiązek wyznaczenia przechowawcy dokumentacji spółki. Zgodnie z art. 84 § 3 KSH księgi i dokumenty rozwiązanej spółki powinny być oddane na przechowanie wspólnikowi lub osobie trzeciej. W braku takiego wskazania, przechowawcę wyznacza sąd rejestrowy.
Niezależnie od powyższego, na spółki, które zatrudniały pracowników zostały nałożone dodatkowe, szczególne obowiązki w zakresie przechowywania dokumentacji osobowej i płacowej pracowników. Działalność gospodarcza w zakresie przechowywania dokumentacji osobowej i płacowej pracodawców o czasowym okresie przechowywania jest działalnością regulowaną. Warunki prowadzenia tej działalności zostały określone w ustawie z dnia 14 lipca 1983 r. o narodowym zasobie archiwalnym i archiwach (Dz.U. z 2020 r. poz. 164, ze zm.). Działalność w zakresie przechowywania dokumentacji osobowej i płacowej mogą wykonywać jedynie podmioty wpisane do rejestru przechowawców akt osobowych i płacowych, dlatego też do przechowywania dokumentacji osobowej i płacowej pracowników likwidowanej spółki z ograniczoną odpowiedzialnością niezbędne jest zawarcie umowy z podmiotem wpisanym do rejestru.
Przepisy obowiązującego prawa nakładają na likwidowane spółki z o.o. obowiązek wyznaczenia przechowawcy dokumentacji spółki. Stosownie do art. 288 § 3 KSH księgi i dokumenty rozwiązanej spółki powinny być oddane na przechowanie osobie wskazanej w umowie spółki lub w uchwale wspólników. Uchwała wspólników może określać przechowawcę tylko wówczas, gdy nie wskazuje go umowa spółki. W braku takiego wskazania, przechowawcę wyznacza sąd rejestrowy.
Istotne jest to, że jeśli w trakcie prowadzonej działalności spółka zatrudniała pracowników, to jest zobowiązana przekazać dokumenty osobowe i płacowe pracowników do przechowania jednemu z uprawnionych do tego podmiotów. Zasady przechowywania dokumentacji kadrowej w przypadku likwidacji pracodawcy określa ustawa z dnia 14 lipca 1983 r. o narodowym zasobie archiwalnym i archiwach (Dz. U. 1983 Nr 38, poz. 173 z pozn. Zm., daje zwana ZasArchU). Zgodnie z art. 51u ust. 1 ZasArchU w przypadku postawienia pracodawcy w stan likwidacji lub ogłoszenia jego upadłości odpowiednio likwidator lub syndyk wskazuje podmiot prowadzący działalność w dziedzinie przechowywania dokumentacji, któremu zostanie ona przekazana do dalszego przechowywania, zapewniając na ten cel środki finansowe na czas, jaki pozostał do końca okresu przechowywania dokumentacji ustalonego na podstawie odrębnych przepisów. Działalność gospodarcza w zakresie przechowywania dokumentacji osobowej i płacowej pracodawców o czasowym okresie przechowywania jest działalnością regulowaną, która może być wykonywana tylko przez podmioty wpisane do rejestru przechowawców akt osobowych i płacowych. Podmioty te przechowują odpłatnie dokumentację przez wymagany czas na podstawie zawartej ze spółką umowy. Umowa dotycząca przechowania dokumentacji płacowej i osobowej rozwiązywanej spółki powinna zostać zawarta zanim spółka zostanie wykreślona z rejestru, a środki na ten cel powinny zostać zabezpieczone przed zakończeniem postępowania likwidacyjnego.

### Spółka partnerska (komandytowa)
Likwidację w spółce partnerskiej, komandytowej przeprowadza się na zasadach przewidzianych dla spółki jawnej.

### Spółka komandytowo-akcyjna
Do rozwiązania i likwidacji komandytowo-akcyjnej stosuje się odpowiednio przepisy dotyczące likwidacji spółki akcyjnej, które przewidują obligatoryjnie postępowanie likwidacyjne przed wykreśleniem spółki z rejestru (wyjątek wśród spółek osobowych). Likwidatorami są komplementariusze mający prawo prowadzenia spraw spółki, chyba że statut lub uchwała walnego zgromadzenia, powzięta za zgodą wszystkich komplementariuszy, stanowi inaczej.

## Spółki kapitałowe
W przypadku spółek kapitałowych przed wykreśleniem musi zostać przeprowadzone postępowanie likwidacyjne. Wyjątkiem jest sytuacja, w której spółka nie posiada żadnego majątku lub też nie ma żadnych wierzycieli. Orzecznictwo Sądu Najwyższego dopuszcza wtedy zastosowanie w drodze analogii przepisów prawa spółdzielczego i wykreślenie spółki z rejestru bez uprzedniej likwidacji.

### Spółka z ograniczoną odpowiedzialnością
Rozwiązanie spółki z ograniczoną odpowiedzialnością następuje z chwilą wykreślenia z rejestru sądowego. Celem likwidacji spółki jest spieniężenie majątku spółki oraz zakończenia jej bieżących spraw. Sposób przeprowadzenia likwidacji spółki z o.o. regulują art 270-290 KSH.
Otwarcie likwidacji następuje w momencie pojawienia się przyczyn rozwiązania spółki, którymi mogą być:
- przyczyny przewidziane w umowie spółki,
- uchwała wspólników o rozwiązaniu spółki albo o przeniesieniu siedziby spółki za granicę, chyba że przeniesienie siedziby ma nastąpić do innego państwa członkowskiego Unii Europejskiej lub państwa-strony umowy o Europejskim Obszarze Gospodarczym, a prawo tego państwa to dopuszcza,
- ogłoszenie upadłości spółki,

Ponadto sąd rejestrowy może orzec o rozwiązaniu wpisanej do rejestru spółki z ograniczoną odpowiedzialnością w przypadku, gdy:
- nie zawarto umowy spółki,
- określony w umowie przedmiot działalności spółki jest sprzeczny z prawem,
- umowa spółki nie zawiera postanowień dotyczących firmy, przedmiotu działalności spółki, kapitału zakładowego lub wkładów,
- wszystkie osoby zawierające umowę spółki nie miały zdolności do czynności prawnych w chwili ich dokonywania.

Sąd rejestrowy może również orzec o rozwiązaniu spółki:
- na żądanie wspólnika lub członka organu spółki, jeżeli osiągnięcie celu spółki stało się niemożliwe albo jeżeli zaszły inne ważne przyczyny wywołane stosunkami spółki,
- na żądanie oznaczonego w odrębnej ustawie organu państwowego, jeżeli działalność spółki naruszająca prawo zagraża interesowi publicznemu.

Osoby, które mają być likwidatorami w spółce zobowiązane są zgłosić do sądu rejestrowego fakt otwarcia likwidacji, nazwiska i imiona likwidatorów oraz ich adresy, sposób reprezentowania spółki przez likwidatorów. Każdy likwidator ma prawo i obowiązek dokonania zgłoszenia. Dokonanie zgłoszenia otwarcia likwidacji do sądu rejestrowego powoduje wykreślenie dotychczasowych członków zarządu oraz osób pełniących funkcję prokurenta. Ujawnieniu podlegają za to dane likwidatorów, którzy uprawnieni są do reprezentowania spółki z o.o. w likwidacji. Likwidatorami są członkowie zarządu, chyba że umowa spółki lub uchwała wspólników stanowi inaczej. Funkcję likwidatora mogą pełnić wyłącznie osoby fizyczne, posiadające pełną zdolność do czynności prawnych. Likwidatorzy mogą być w każdej chwili odwołani na mocy uchwały wspólników, chyba że w umowie spółki inaczej postanowiono. W przypadku gdy o rozwiązaniu spółki orzeka sąd, może on jednocześnie ustanowić likwidatorów.
W ramach swoich obowiązków likwidatorzy sporządzają bilans otwarcia likwidacji. Bilans ten likwidatorzy składają zgromadzeniu wspólników do zatwierdzenia. Celem bilansu likwidacyjnego jest przygotowanie podziału rzeczywistego majątku spółki pomiędzy wierzycieli, a po ich spłaceniu, pomiędzy wspólników. Jeśli postępowanie likwidacyjne trwa dłużej niż jeden rok likwidatorzy powinni po upływie każdego roku obrotowego składać zgromadzeniu wspólników sprawozdanie ze swej działalności oraz sprawozdanie finansowe. Likwidację spółki prowadzi się pod firmą spółki z dodaniem oznaczenia „w likwidacji”.
Likwidatorzy w ramach czynności likwidacyjnych zobowiązani są: zakończyć interesy bieżące spółki, ściągnąć wierzytelności spółki, wypełnić zobowiązania i upłynnić majątek spółki. Likwidatorzy mogą wszczynać nowe interesy tylko wówczas, gdy to jest potrzebne do ukończenia spraw poprzednich. W stosunku wewnętrznym likwidatorzy są obowiązani stosować się do uchwał wspólników. Likwidatorzy, ustanowieni przez sąd, są obowiązani stosować się do jednomyślnych uchwał, powziętych przez wspólników. Na wniosek osób mających interes prawny sąd może, z ważnych powodów, odwołać likwidatorów i ustanowić innych.
Jednym z obowiązków likwidatorów jest ogłoszenie o otwarciu likwidacji w Monitorze Sądowym i Gospodarczym. W ogłoszeniu należy wezwać wierzycieli spółki do zgłoszenia ich wierzytelności w terminie trzech miesięcy od dnia tego ogłoszenia. Jeżeli nie wszyscy wierzyciele zgłoszą się do spółki w celu zaspokojenia swoich roszczeń, wówczas likwidatorzy zobowiązani są sumy potrzebne do zaspokojenia lub zabezpieczenia znanych spółce wierzycieli, którzy się nie zgłosili, złożyć do depozytu sądowego. Zasada ta dotyczy również znanych spółce wierzytelności, których termin realizacji jeszcze nie nadszedł oraz wierzytelności spornych.
Likwidatorzy, podobnie jak członkowie zarządu, ponoszą odpowiedzialność za zobowiązania spółki z ograniczoną odpowiedzialnością w likwidacji całym swoim majątkiem. Odpowiedzialność ta powstaje wówczas, gdy egzekucja z majątku spółki jest bezskuteczna lub niemożliwa do przeprowadzenia.
Po spłaceniu i zabezpieczeniu wierzycieli pozostały majątek spółki dzieli się między wspólników w stosunku do ich udziałów. Umowa spółki może jednak określać inne zasady podziału majątku. Podział między wspólników pozostałego majątku nie może nastąpić przed upływem sześciu miesięcy od daty ogłoszenia o otwarciu likwidacji i wezwaniu wierzycieli. Likwidatorzy zobowiązani są do sporządzenia tzw. sprawozdania likwidacyjnego. Likwidatorzy przedkładają sprawozdanie likwidacyjne do zatwierdzenia zgromadzeniu wspólników. Po zatwierdzeniu sprawozdania likwidacyjnego i po zakończeniu likwidacji, likwidatorzy powinni ogłosić w siedzibie spółki sprawozdanie i złożyć je sądowi rejestrowemu, z jednoczesnym zgłoszeniem wniosku o wykreślenie spółki z rejestru. O rozwiązaniu spółki likwidatorzy zobowiązani są zawiadomić właściwy urząd skarbowy, przekazując odpis sprawozdania likwidacyjnego.

### Spółka akcyjna
Sposób przeprowadzenia likwidacji spółki akcyjnej regulują art. 459-478 KSH. Otwarcie likwidacji następuje:
- z dniem uprawomocnienia się orzeczenia o rozwiązaniu spółki przez sąd,
- powzięcia przez walne zgromadzenie uchwały o rozwiązaniu spółki lub zaistnienia innej przyczyny jej rozwiązania.

Zasadą jest, że w przypadku likwidacji masa majątkowa spółki powinna pozwolić na spłatę lub zabezpieczenie jej wierzycieli, w przeciwnym razie spółka powinna ogłosić upadłość. Rozwiązanie spółki powodują:
- przyczyny przewidziane w statucie,
- uchwała walnego zgromadzenia o rozwiązaniu spółki albo o przeniesieniu siedziby spółki za granicę, chyba że przeniesienie siedziby ma nastąpić do innego państwa członkowskiego Unii Europejskiej lub państwa-strony umowy o Europejskim Obszarze Gospodarczym, a prawo tego państwa to dopuszcza,
- ogłoszenie upadłości spółki,

Akcjonariusze mają możliwość podjęcia w każdej chwili uchwały o dalszym prowadzeniu spółki. Uchwała walnego zgromadzenia może być powzięta do dnia zgłoszenia wniosku o wykreślenie spółki z rejestru. Dla powzięcia uchwały wymagana jest kwalifikowana większość 3/4 głosów, oddana w obecności co najmniej połowy kapitału zakładowego. Jeżeli rozwiązanie spółki następuje na mocy prawomocnego orzeczenia sądu, podjęcie uchwały o dalszym trwaniu spółki jest niemożliwe.
W trakcie postępowania likwidacyjnego do spółki stosuje się przepisy dotyczące organów spółki, praw i obowiązków akcjonariuszy oraz inne przepisy dotyczące funkcjonowania spółki akcyjnej, jeżeli nie kolidują z celem likwidacji. Od dnia postawienia spółki w stan likwidacji akcjonariusze spółki nie mogą pobierać dywidendy ani też nie można dokonywać w tym czasie innych wypłat na ich rzecz. Podział majątku spółki pomiędzy akcjonariuszy następuje dopiero po zaspokojeniu albo zabezpieczeniu wierzycieli.
Likwidatorami spółki są członkowie zarządu, chyba że statut lub uchwała walnego zgromadzenia stanowi inaczej. Lista likwidatorów może być uzupełniona przez sąd rejestrowy na wniosek akcjonariuszy reprezentujących co najmniej 1/10 część kapitału zakładowego. Jeżeli likwidacja następuje na skutek orzeczenia sądu, sąd ustanawia likwidatorów. Sąd może zmienić ustanowionych przez akcjonariuszy likwidatorów na wniosek osób mających w tym interes prawny. Likwidatorzy zgłoszą likwidację do rejestru. W zgłoszeniu należy podać dane likwidatorów i sposób reprezentacji spółki.
Likwidatorzy spółki ogłaszają dwukrotnie o rozwiązaniu spółki i wzywają wierzycieli do zgłoszenia wierzytelności najpóźniej w terminie sześciu miesięcy od ostatniego ogłoszenia. Ogłoszenia dokonuje się w Monitorze Sądowym i Gospodarczym oraz piśmie przeznaczonym do ogłoszeń spółki, jeżeli pismo takie zostało wskazane w statucie. Likwidatorzy sporządzają bilans likwidacyjny i uzyskają jego zatwierdzenie przez walne zgromadzenie. Zadaniem likwidatorów jest zakończenie bieżących interesów spółki, ściągnięcie wierzytelności, wypełnienie zobowiązań spółki. Nowe interesy mogą być podejmowane, jeżeli są potrzebne do zakończenia starych spraw. W trakcie likwidacji likwidatorzy prowadzą sprawy spółki i reprezentują ją na zewnątrz. Ograniczenia kompetencji likwidatorów nie wywierają skutków prawnych względem osób trzecich.
Jeżeli spółka ustanowiła prokurę, wygasa ona z dniem otwarcia likwidacji, nie można również ustanawiać wówczas nowych prokurentów. W przypadku, gdy kapitał zakładowy nie wystarcza na pokrycie zobowiązań spółki, likwidatorzy ściągają od akcjonariuszy brakujące wpłaty na kapitał, zaczynając od akcji nieuprzywilejowanych. Wpłaty ściąga się w takiej wysokości, jaka jest potrzebna na pokrycie zobowiązań. Jeżeli majątek spółki nie wystarcza na wypłaty na akcje uprzywilejowane, likwidatorzy ściągają z akcji zwykłych dalsze wpłaty (nie więcej jednak niż wynikało z warunków emisji tych akcji). Sumy potrzebne na zaspokojenie lub zabezpieczenie znanych spółce wierzycieli, którzy nie zgłosili jeszcze swoich wierzytelności, oraz wierzytelności nie wymagalne lub sporne likwidatorzy składają do depozytu sądowego.
Podział pozostałego majątku między akcjonariuszy nie może nastąpić wcześniej niż przed upływem roku od dnia ostatniego ogłoszenia o otwarciu likwidacji i wezwaniu wierzycieli. Majątek dzieli się między akcjonariuszy w stosunku do dokonanych przez każdego z nich wpłat na kapitał zakładowy.
Jeżeli spółka wydała akcje uprzywilejowane co do podziału masy likwidacyjnej, spłaca się w pierwszej kolejności akcje uprzywilejowane, a następnie akcje zwykłe. Nadwyżka majątku jest dzielona na wszystkie akcje.
Wierzyciele spółki, którzy nie zgłosili swoich roszczeń we właściwym terminie i nie byli spółce znani, mogą żądać zaspokojenia z jeszcze niepodzielonego majątku spółki. Akcjonariusze, którzy otrzymali w dobrej wierze przypadającą na nich część majątku, nie są zobowiązani do zwrotu. Likwidatorzy po zakończeniu likwidacji sporządzają sprawozdanie likwidacyjne i przedstawiają je do zatwierdzenia walnemu zgromadzeniu. Zatwierdzone przez walne zgromadzenie sprawozdanie podlega ogłoszeniu i zgłoszeniu do sądu rejestrowego z wnioskiem o wykreślenie spółki.
W przypadku upadłości spółki jej rozwiązanie następuje po zakończeniu postępowania upadłościowego z chwilą wykreślenia z rejestru. Do rozwiązana spółki nie dochodzi, jeżeli postępowanie kończy się układem albo postępowanie upadłościowe zostaje z innych przyczyn uchylone lub umorzone.